# Antoledzie (leśniczówka)
Antoledzie (lit. Antaliedė) – dawna osada leśna na Litwie, w okręgu wileńskim, w rejonie święciańskim, w gminie Kołtyniany.

## Historia
W czasach zaborów w gminie Łyngmiany, w powiecie święciańskim, w guberni wileńskiej Imperium Rosyjskiego.
W dwudziestoleciu międzywojennym leśniczówka leżała w Polsce, w województwie wileńskim, w powiecie święciańskim, w gminie Kołtyniany.
W 1931 w 2 domach zamieszkiwało 6 osób.
Od 1945 roku w Litewskiej Socjalistycznej Republice Radzieckiej.